# دونالد کک
 دونالد کک (انگلیسی: Donald Keck؛ زاده ۲ ژانویهٔ ۱۹۴۱) یک فیزیک‌دان اهل ایالات متحده آمریکا در زمینه فیزیک، Optical Physics، الیاف، Fiber Sensors، و Guided Wave Devices اهل ایالات متحده آمریکا است.